# Canton de Saint-Étienne-les-Orgues
Le canton de Saint-Étienne-les-Orgues est une ancienne division administrative française située dans le département des Alpes-de-Haute-Provence et la région Provence-Alpes-Côte d'Azur.

## Composition
Le canton de Saint-Étienne-les-Orgues regroupait huit communes :
| Nom                                  | Code Insee | Intercommunalité                          | Population (dernière pop. légale) |
| ------------------------------------ | ---------- | ----------------------------------------- | --------------------------------- |
| Saint-Étienne-les-Orgues (chef-lieu) | 04178      | CC Pays de Forcalquier - Montagne de Lure | 1 255 (2014)                      |
| Cruis                                | 04065      | CC Pays de Forcalquier - Montagne de Lure | 646 (2014)                        |
| Fontienne                            | 04087      | CC Pays de Forcalquier - Montagne de Lure | 130 (2014)                        |
| Lardiers                             | 04101      | CC Pays de Forcalquier - Montagne de Lure | 113 (2014)                        |
| Mallefougasse-Augès                  | 04109      | CA Provence-Alpes Agglomération           | 316 (2014)                        |
| Montlaux                             | 04130      | CC Pays de Forcalquier - Montagne de Lure | 144 (2014)                        |
| Ongles                               | 04141      | CC Pays de Forcalquier - Montagne de Lure | 356 (2014)                        |
| Revest-Saint-Martin                  | 04164      | CC Pays de Forcalquier - Montagne de Lure | 60 (2014)                         |

## Histoire
À la suite du décret du 24 février 2014, le canton a fusionné avec celui de Forcalquier, fin mars 2015, pour les élections départementales de 2015.

## Administration

### Conseillers généraux de 1833 à 2015
| Période | Période          | Identité                              | Étiquette    | Qualité |
| ------- | ---------------- | ------------------------------------- | ------------ | --- |
| 1833    | 1836             | Prosper Hyacinthe Tardieu (1805-1855) |              | Propriétaire, notaire à Saint-Étienne                                                                             |
| 1836    | 1845             | Pierre Martin Dulme (1788-1861)       |              | Négociant droguiste à Saint-Étienne                                                                               |
| 1845    | 1848             | Mathieu Esmieu                        |              | Maire de Forcalquier                                                                                              |
| 1848    | 1855 (décès)     | Prosper Hyacinthe Tardieu             |              | Propriétaire, notaire à Saint-Étienne                                                                             |
| 1855    | 1864             | Mathieu Esmieu                        |              | Propriétaire, notaire, maire de Forcalquier                                                                       |
| 1864    | 1871             | Louis-Philippe Lagarde                |              | Négociant Maire de Marseille (1859-1861)                                                                          |
| 1871    | 1874 (démission) | Antoine-Adolphe de Retz de Bressolles |              | Notaire à Saint-Étienne                                                                                           |
| 1874    | 1901             | Vicomte Marie Albert de Selle         | Droite       | Professeur à l'Ecole Centrale des Arts et Manufactures Maire de Fontienne                                         |
| 1901    | 1906 (décès)     | Albert Martin                         | Rad.         | Docteur en médecine, suppléant du juge de paix                                                                    |
| 1906    | 1913             | François Isoard                       | Soc.ind.     | Médecin Conseiller municipal de Marseille Député (1903-1910)                                                      |
| 1913    | 1925             | Adrien Gastinel (1856-1937)           | Rad.         | Docteur en médecine à Paris Médecin de l'instruction publique et des beaux-arts Maire de Saint-Étienne-les-Orgues |
| 1925    | 1931             | Charles Baron                         | SFIO         | Technicien et savant Député (1919-1942)                                                                           |
| 1931    | 1937             | Eugène Jourdan                        | RG           | Négociant à Saint-Étienne-les-Orgues                                                                              |
| 1937    | 1940             | René Chaplain                         | SFIO         | Directeur général des Eaux et Forêts au Ministère de l'Agriculture                                                |
|         |                  |                                       |              | |
| 1943    | 1945             | Charles Caste (1903-1968)             | SFIO         | Artisan ébéniste Maire de Saint-Étienne-les-Orgues Nommé conseiller départemental en 1943                         |
|         |                  |                                       |              | |
| 1945    | 1968 (décès)     | Charles Caste                         | SFIO         | Maire de Saint-Étienne-les-Orgues                                                                                 |
| 1968    | 1994             | Jean Cabanne                          | UDR puis UDF | Administrateur Maire de Manosque (1971-1977 et 1980-1989)                                                         |
| 1994    | 2001             | Marc Arnoux                           | DVD          | Maire de Saint-Étienne-les-Orgues                                                                                 |
| 2001    | 2015             | Félix Moroso                          | PS et app.   | Cadre Maire de Cruis depuis 1989                                                                                  |

### Conseillers d'arrondissement (de 1833 à 1940)
| Période                                  | Période | Identité                   | Étiquette               | Qualité |
| ---------------------------------------- | ------- | -------------------------- | ----------------------- | --- |
| 1833                                     | 1836    | M. Danthoine               |                         | Capitaine en retraite à Saint-Étienne                                                                       |
| 1836                                     | 1848    | Prosper Hyacinthe Tardieu  |                         | Propriétaire à Saint-Étienne, conseiller général                                                            |
|                                          |         |                            |                         | |
| 1898                                     | 1904    | Henri Jean-Baptiste Pallet | Républicain             | Adjoint au maire de Sisteron, Président du Conseil d'arrondissement                                         |
| 1904                                     | 1910    | Albert Bizot               | Républicain ministériel | Maire d'Ongles                                                                                              |
| 1910                                     |         | Eugène Jourdan             |                         | Boulanger, adjoint au maire de Saint-Étienne-les-Orgues                                                     |
|                                          |         |                            |                         | |
| 1934                                     | 1940    | Robert Goudeau             | SFIO                    | |
| 1940                                     |         |                            |                         | Les conseils d'arrondissement ont été suspendus par la loi du 12 octobre 1940 et n'ont jamais été réactivés |
| Les données manquantes sont à compléter. |         |                            |                         | |

## Démographie
| 1990  | 1999  | 2006  | 2011  | 2012  |
| ----- | ----- | ----- | ----- | ----- |
| 2 202 | 2 294 | 2 729 | 2 904 | 2 930 |